# Caracterització
En ciència de materials, la caracterització fa referència al procés mitjançant el qual s'estudia i es mesuren l'estructura i les propietats d’un material. És un procés fonamental en el camp de la ciència dels materials, sense el qual no es podria conèixer els materials en l'àmbit científic. L’abast del terme sovint difereix; algunes definicions limiten l'ús del terme a tècniques que estudien l'estructura microscòpica i les propietats dels materials, mentre que d'altres utilitzen el terme per referir-se a qualsevol procés d'anàlisi de materials, incloses tècniques macroscòpiques com proves mecàniques, anàlisis tèrmics i càlculs de densitat. L'escala de les estructures observades en la caracterització va des dels angstroms, com per exemple en la imatge d’àtoms individuals i enllaços químics, fins a centímetres, com en la imatge d’estructures de gra en metalls.
Tot i que s'han practicat moltes tècniques de caracterització durant segles, com ara la microscòpia òptica, sorgeixen constantment noves tècniques i metodologies. En particular, l’aparició del microscopi electrònic i l'espectrometria de masses d’ions secundaris al segle XX ha revolucionat el camp, permetent la imatge i l'anàlisi d’estructures i composicions a escales molt més petites del que abans era possible, el que va conduir a un enorme augment del nivell de comprensió dels materials, així com els seus diferents comportamnets i propietats. Més recentment, la microscòpia de forces atòmiques ha augmentat encara més la resolució màxima possible per a l'anàlisi de certes mostres en els darrers 30 anys.

## Microscòpia

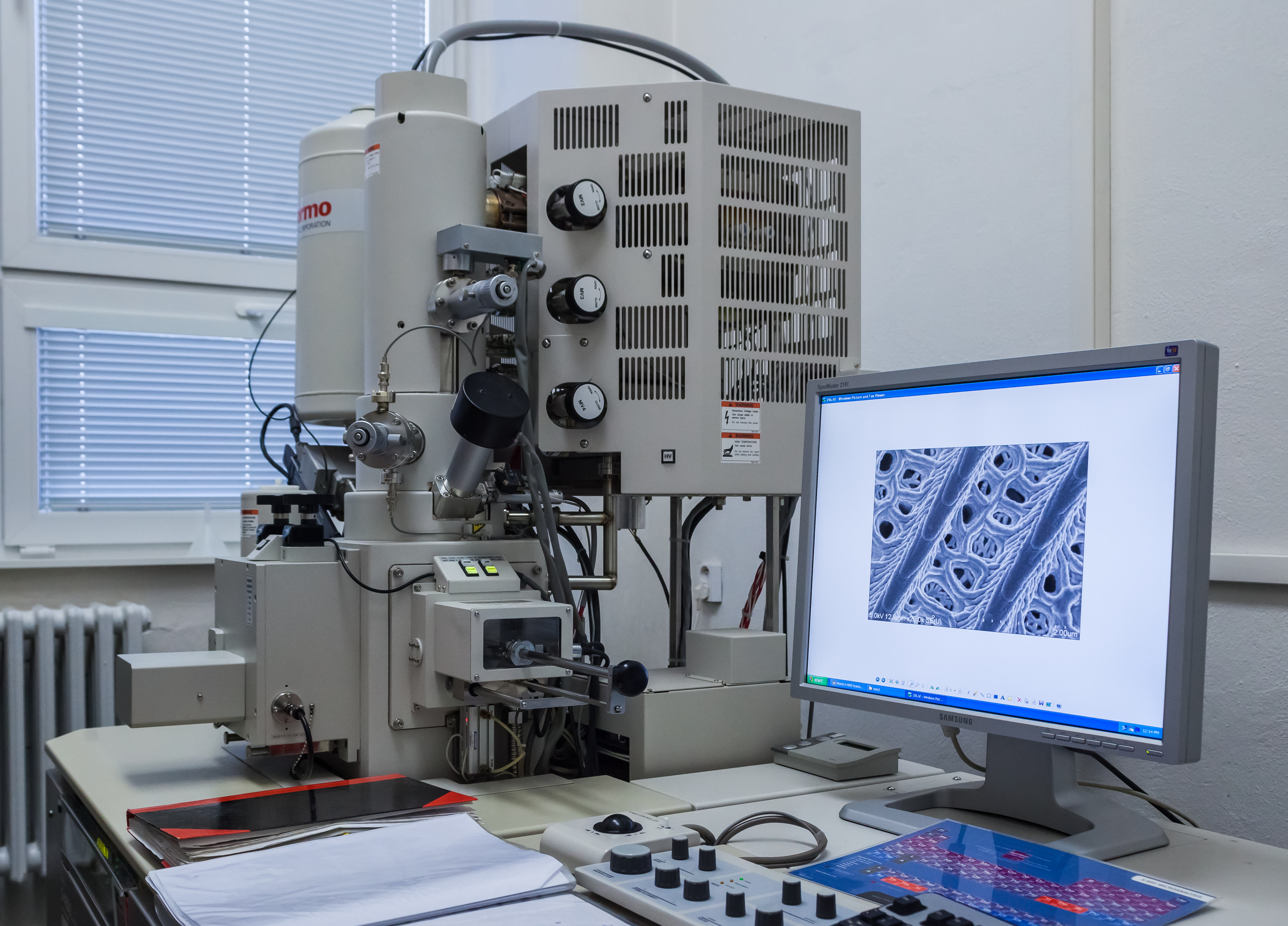
Microscòpi electrònic d'escaneig

La microscòpia és una categoria de tècniques de caracterització que sondegen i mapegen l'estructura superficial i sub-superficial d'un material. Aquestes tècniques poden utilitzar fotons, electrons, ions o sondes físiques en voladís per recopilar dades sobre l'estructura d'una mostra en un interval d'escales de longitud. Alguns exemples habituals de tècniques de microscòpia inclouen:
- Microscòpia òptica
- Microscòpia electrònica
  - Microscòpia electrònica de rastreig o SEM
  - Microscòpia electrònica de transmissió o TEM
    - Microscòpia electrònica de transmissió d’escaneig o STEM
- Microscòpia d'ions o FIM
- Microscòpia de sonda d'escombratge o SPM
  - Microscòpia de forces atòmiques o AFM
  - Microscòpia d'efecte tunel o STM

## Espectroscòpia

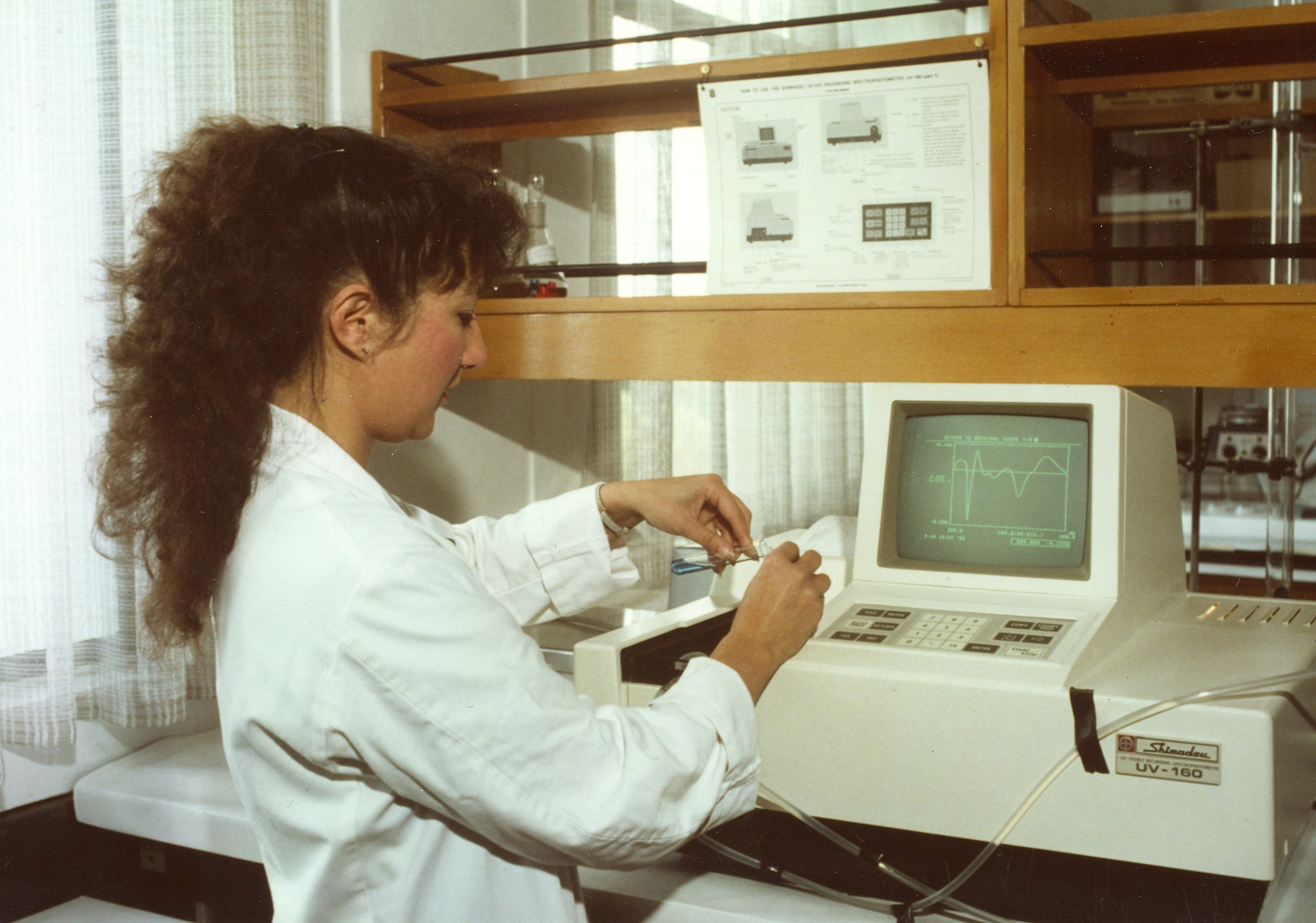
Espectrofotòmetre UV-Vis.

L'espectroscòpia és una categoria de tècniques de caracterització que utilitzen una sèrie de principis per revelar la composició química, la variació de la composició, l'estructura cristal·lina i les propietats fotoelèctriques dels materials. Alguns exemples habituals de tècniques d'espectroscòpia inclouen

### Radiació òptica
- Espectroscòpia ultiravioleta-visible (UV-vis)
- Espectroscòpia infraroja de transformació de Fourier
- Espectroscòpia de termoluminescència (TL)
- Espectroscòpia de fotoluminescència (PL)

### Radiació de raigs X
- Difracció de raigs X o XRD
- Dispersió de raigs X d'angles petits o SAXS
- Espectroscòpia de raigs X per dispersió d'energia, EDX, EDS o EDXS
- Espectroscòpia de raigs X per dispersió de longitud d'ona, WDX o WDS
- Espectroscòpia de pèrdua d'energia electrònica o EELS
- Espectroscòpia fotoelectrònica de raigs X o XPS
- Espectroscòpia electrònica Auger o AES

### Espectrometria de masses
- Modes
  - Ionització electrònica o EI-MS
  - Ionització tèrmica o TI-MS
  - MALDI-TOF
- Espectroscòpia de masses de ions secondaris